# Archives (Rush)
Archives è una raccolta del gruppo rock canadese Rush pubblicata nell'aprile del 1978, pochi mesi dopo l'uscita del loro quinto lavoro in studio A Farewell to Kings. La raccolta non è altro che la riedizione dei primi tre album del trio (Rush, Fly by Night e Caress of Steel) in un unico cofanetto originariamente di colore grigio chiaro, successivamente di colore nero scuro. Il disco fu certificato d'oro e di platino dalla RIAA il 3 febbraio 1995.

## Tracce

### Disco 1
Rush
1. Finding My Way
2. Need Some Love
3. Take a Friend
4. Here Again
5. What You're Doing
6. In the Mood
7. Before and After
8. Working Man

### Disco 2
Fly by Night
1. Anthem
2. Best I Can
3. Beneath, Between & Behind
4. By-Tor & The Snow Dog
5. Fly by Night
6. Making Memories
7. Rivendell
8. In the End

### Disco 3
Caress of Steel
1. Bastille Day
2. I Think I'm Going Bald
3. Lakeside Park
4. The Necromancer
  - Into Darkness
  - Under the Shadow
  - Return of the Prince
5. The Fountain of Lamneth
  - In the Valley
  - Didacts and Narpets
  - No One at the Bridge
  - Panacea
  - Baccus Plateau
  - The Fountain

## Formazione
- Geddy Lee - basso, voce
- Alex Lifeson - chitarra
- Neil Peart - percussioni (dischi 2 e 3)
- John Rutsey - percussioni (disco 1)

## Classifiche
Album - Billboard (Nord America)
| Anno | Classifica             | Posizione |
| ---- | ---------------------- | --------- |
| 1978 | Billboard's Pop Albums | 121       |